# Abbad II. al-Mu'tadid

Taifa-Reich Sevilla unter Abu l-Qasim (Abbad I.) (dunkelgrün), Abbad II. al-Mu'tadid (grün) und Muhammad al-Mu'tamid (hellgrün)

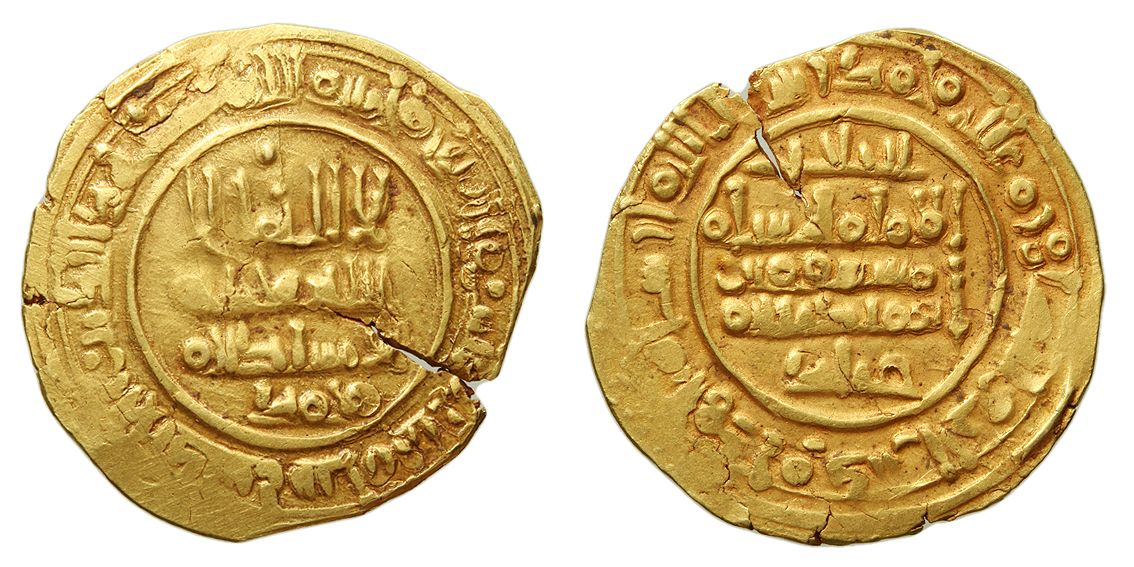
Dinar aus der zeit Almotadids

Abū ‘Amr Abbad II. al-Mu'tadid (spanisch al-Mutádid; * um 1015 in Sevilla; † 27. Februar oder 29. März 1069 ebenda) aus der Dynastie der Abbadiden, war der Sohn und Nachfolger des Emirs Abbad I. als Herrscher von Sevilla, das dieser nach dem Zusammenbruch des Kalifats von Córdoba 1023 als selbständiges Taifa-Königreich etabliert hatte. Abbad II. vergrößerte den Umfang seines Emirats auf Kosten der benachbarten Taifas, indem er als Vorkämpfer der Interessen der andalusischen Araber gegen die spanischen Berber auftrat.  Unter ihm und seinem Sohn und Nachfolger Muhammad al-Mu'tamid erlebte die Stadt Sevilla ihre Glanzzeit.

## Leben

### Thronbesteigung; Eroberungskriege
Nach dem Tod seines Vaters Abbad I. bestieg Abbad II. al-Mu'tadid am 26. Januar 1042 im Alter von 26 Jahren den Thron von Sevilla. Zur Legitimation seiner Machtansprüche hatte Abbad I. behauptet, der im Jahr 1013 verschwundene Umayyaden-Kalif Hischam II. sei wieder aufgetaucht und er agiere als dessen Stellvertreter. Abbad II. hielt an dieser Fiktion eines in Sevilla residierenden Umayyaden-Kalifs fest und nahm den mit einer bedeutenden Machtfülle verbundenen Titel Hajib, d. h. Kämmerer des Kalifen, an. So legte er die rechtliche Basis für seine expansiven Ansprüche und gewann die Gefolgschaft mehrerer muslimischer Kleinkönige, u. a. jenen von Tortosa, Dénia und Valencia.
Abbad II. verfügte über die nötigen politischen Führungsqualitäten sowie ökonomischen und militärischen Mittel, um die Regierungsgeschäfte und seine Eroberungspläne erfolgreich durchführen zu können. Zeitgenössische arabische Schriftsteller wie Ibn Hayyan beschreiben ihn als großen attraktiven Mann; er hatte dunkle Augen und trug einen gepflegten Bart. Als ehrgeiziger Herrscher war er in der Wahl der Mittel zur Erreichung seiner politischen Ziele nicht zimperlich. Gleich nach seiner Thronbesteigung nahm er die expansive Politik seines Vaters wieder auf und erweiterte seinen Herrschaftsbereich in jahrelangen Eroberungskriegen gegen seine Nachbarn. So setzte er sofort den Krieg gegen das von einer Berber-Dynastie regierte Taifa-Königreich von Carmona fort, dessen Emir Muḥammad ibn ‘Abd Allāh al-Birzālī bei den Kämpfen bereits 1042 umkam. Allerdings leistete der Sohn des getöteten Emirs, Ishāk, weiteren Widerstand, und letztlich vermochte Abbas II. das kleine Emirat erst 1068 endgültig zu unterwerfen.
Ebenfalls zu Beginn seiner Regierungszeit strebte Abbad II. die Eroberung der westlich von Sevilla gelegenen Taifa-Emirate, die militärisch schwächer als die Berberreiche waren, bis hin zum Atlantik an. Er startete zuerst eine erfolgreiche Offensive gegen das Taifa-Emirat von Mértola und vertrieb 1044 dessen Herrscher Ibn Ṭayfūr. Dagegen scheiterte sein anschließend unternommener Angriff auf Niebla, dessen Emir Muhammad Ibn Yaḥyā al-Yaḥsubī den König von Badajoz um Unterstützung bat. Angesicht der Bedrohung durch Abbad II. schlossen sich die benachbarten Taifas gegen ihn zusammen und gewannen u. a. auch die Herrscher von Badajoz, Algeciras, Granada und Málaga als Verbündete. In der Folgezeit konzentrierte Abbad II., welcher der gegnerischen Koalition militärisch gewachsen war, seinen Kampf gegen den aus der berberischen Aftasiden-Dynastie stammenden Emir von Badajoz, Muhammad al-Muzaffar. Es kam zu einem jahrelangen Krieg, in dem Abbad II. die Einnahme mehrerer bedeutender Festungen seines Gegenspielers gelang. Al-Muzaffar geriet zunehmend ins Hintertreffen. Erst durch die Vermittlung des Herrschers von Córdoba, Abū l-Walīd b. Ŷahwar, kam 1051 ein für al-Muzaffar demütigender Friedensschluss zwischen ihm und Abbad II. zustande.
Danach wandte sich Abbad II. gegen die im Südwesten der Iberischen Halbinsel gelegenen kleineren Taifa-Emirate. Er besiegte zunächst 1051/52 Abd al-Aziz al-Bakrī, Herr von Huelva und der Flussinsel Saltes, annektierte dessen Reich und zwang ihn zur Flucht nach Córdoba. Anschließend zog er gegen Muhammad b. Sa’id b, Hārūn zu Felde. Dieser war der bis dahin unabhängige Herrscher des Taifa von Santa María del Algarve, das einen Landstrich an der heutigen südportugiesischen Küste bei Faro umfasste. Sein Reich wurde nun ebenfalls von Abbad II. okkupiert. Als Nächstes bekriegte der Herrscher von Sevilla die Banū Muzayn, Herren von Silves, doch kam deren Reich wohl erst 1063 endgültig an die Abbadiden. Bereits 1053/54 fiel dagegen das Taifa von Niebla in die Hände Abbads II. Dieser bediente sich sodann einer List, um auch die Territorien der im Bergland Südandalusiens herrschenden kleineren Berberhäuptlinge ohne Militäraufwand in seinen Besitz bringen zu können, obwohl sie ihn bereits als Oberherrn anerkannten. Seiner Einladung, anlässlich der Beschneidung seines Sohns nach Sevilla zu kommen, folgten die Berberfürsten Muḥammad b. Nūh von Morón, Abū Nūr b. Abī Qurra von Ronda und ‘Abdūn b. Jizrūn von Arcos. Abbad II. ließ diese Herrscher und deren Begleitung ehrenvoll empfangen, dann aber einsperren und schließlich die Emirs von Morón und Arcos samt deren Gefolge, etwa 60 Personen, in einem Bad einschließen und durch Erhitzung des Kessels ersticken. Nur Abū Nūr von Ronda verschonte er wegen dessen bisher gezeigter Loyalität. Dennoch fiel das Taifa von Ronda erst 1065, Morón 1066 und Arcos im Dezember 1066 unter die direkte Herrschaft der Abbadiden.
Die Erstickung der Berberprinzen im Hitzebad hatte unterdessen den Zorn des mächtigsten spanischen Berberfürsten, Badis ibn Habbus aus der Dynastie der Ziriden von Granada, hervorgerufen. Dennoch richtete er gegen Abbad II. nichts aus. Der Hammudiden-Fürst al-Qāsim b. Muḥammad sah sich 1055 einem Angriff des Herrschers von Sevilla ausgesetzt und musste ihm Algeciras und dessen Territorium abtreten. Um 1060 hielt es Abbad II. auch nicht mehr für notwendig, die Fiktion aufrechtzuerhalten, dass er seine Eroberungen eigentlich nur für den angeblichen Kalifen Hischam II. durchführe; er verkündete, dass dieser 1044 gestorben sei.

### Familie; Persönlichkeit
Laut dem Historiker Ibn Bassām, der eine Biographie über Abbad II. verfasste, besaß dieser Fürst einen Harem, in dem sich 800 der schönsten Frauen von Spanien und Nordafrika aufhielten. Zu seiner Hauptfrau wählte Abbad II. eine Tochter von Mu’āhid al-‘Āmiri, dem Herrn von Dénia und den Balearen. Daneben hielt er sich etwa 70 Konkubinen und hinterließ etwa 40 Kinder.
Abbad II. war ein großzügiger Patron der Künste und Wissenschaften, und sein Hof zog viele Dichter und Wissenschaftler an. Er selbst war in vielen Disziplinen bewandert und schrieb eine Anzahl beachtenswerter Gedichte, von denen Fragmente erhalten blieben. Er besaß ein großes Feldherrntalent und regierte sein Reich klug und energisch. Gleichzeitig war er aber rachsüchtig und wegen seiner Grausamkeit und Tyrannei gefürchtet, wie etwa die Tötung der Berberhäuptlinge im Hitzebad belegt. Auch hatte er den Ruf eines Trinkers. Ihm wurde nachgesagt, dass er die Schädel getöteter Feinde in seinem Palast aufbewahrte; Fürstenschädel habe er in Truhen gesammelt, die von Feinden minderen Geblüts als Blumentöpfe benutzt. Ibn Bassām berichtet, dass Abbad II. luxuriöse Paläste errichten und herrliche Gartenanlagen in seiner Hauptstadt anlegen ließ, auch die Verschönerung anderer Städte seines Reichs anordnete; doch habe er während seiner Herrschaft nur den Bau einer Moschee in Auftrag gegeben.

### Beziehungen zu den christlichen Reichen Spaniens
Zwar wurde Sevilla zum mächtigsten Reich in Al-Andalus, doch die endlosen Kriege untereinander schwächten die muslimischen Staaten, sehr zum Vorteil der christlichen Könige von Kastilien und León. Mit Ferdinand dem Großen von Kastilien und León pflegte Abbad zunächst freundschaftliche Beziehungen und tolerierte den christlichen Glauben auf seinem eigenen Territorium. Unter anderem genehmigte er die Überführung der Reliquien des Heiligen Isidor von Sevilla in die Basilika San Isidoro in León. Als König Ferdinand I. jedoch eine zunehmend aggressivere Außenpolitik führte und 1063 mit einem Heer vor den Toren von Sevilla erschien, sah Abbad sich gezwungen, dessen Oberhoheit anzuerkennen und ihm Tribut zu zahlen.

### Letzte Jahre und Tod
In den letzten Lebensjahren Abbads II. rebellierte sein Sohn und präsumtiver Erbe, Ismail, der bisher als Feldherr seines Vaters agiert hatte, auf Anstiften seines Beraters Abū ‘Abd Allāh al-Bizilyanī. Ismail sollte mit einem Truppenkontingent gegen Córdoba ziehen, nutzte aber die Abwesenheit seines Vaters von Sevilla, um sich dorthin zu begeben, Wertgegenstände aus dem dortigen Palast mitzunehmen und sich anschließend mit seiner Mutter und einigen Frauen des Harems nach Algeciras aufzumachen. Abbad II. gelang es, seinen rebellischen Sohn in seine Gewalt zu bringen. Er verschonte ihn zunächst, ließ aber den ihn zum Aufruhr anstiftenden Berater und weitere Komplizen enthaupten. Ismail misstraute seinem Vater und plante ein Attentat gegen ihn, das fehlschlug. Daraufhin brachte Abbad II. seinen Sohn im Jahr 1058/59 offenbar eigenhändig um, und Hinrichtungen von Anhängern Ismails folgten. Nun rückte Abbads Sohn Muhammad al-Mu'tamid zum Thronfolger auf, der aber ein geringeres Feldherrntalent als sein Bruder Ismail besaß. Als sich die arabischen Einwohner Málagas aus ihrer Abhängigkeit von Granada befreien wollten, sandte Abbad II. ihnen eine Streitmacht zu Hilfe, die unter dem Kommando des Kronprinzen Muhammad und dessen Bruder Ŷābir stand. Sie konnten aber nicht die oberhalb Málagas gelegene Festung Alcazaba erobern, in der sich loyal zu Granada stehende Milizen verschanzt hatten. Diese sandten ihrem König Badis eine Nachricht, der ein Entsatzheer gegen Málaga ziehen ließ, das die von Abbads Söhnen angeführten Truppen schlug. Die Prinzen zogen sich nach Ronda zurück, da sie eine Bestrafung durch ihren Vater fürchteten. Ihr Vater begnadigte sie.
Dem Historiker Ibn Bassām zufolge dürfte Abbad II. die von den rasch im westlichen Maghreb vordringenden Almoraviden ausgehende Gefahr für sein Königreich geahnt haben. Er befahl daher dem Statthalter von Algeciras, Gibraltar zu überwachen und dessen Verteidigungsanlagen auszubauen. Kurz vor seinem Lebensende musste er noch den Tod seiner Lieblingstochter Táyirah miterleben, der ihn sehr schmerzte. Er starb 1069 im Alter von etwa 54 Jahren an Angina pectoris. Nachfolger wurde sein Sohn Muhammad al-Mu'tamid, der 1091 von den Almoraviden abgesetzt wurde und 1095 in der Verbannung in Marokko starb.